# Abou Mikhnaf
Abū Mikhnaf, de son vrai nom Luṭ b. Yaḥyā b. Ṣaʿīd b. Mikhnaf al-Azdī, né vers 709 et mort en 774 de notre ère à Kufa. Issu d'une famille noble, il appartenait au clan de la tribu Azd à Kufa. Il apparait comme l'un des plus anciens historiens de l'Islam. Abū Mikhnaf fut cependant vu comme « faible et peu digne de confiance » en tant que transmetteur de hadith.  
Les historiens célèbres que sont Baladuhri et Tabari, se fondent sur la source léguée par Abou Mikhnaf pour narrer certains faits historiques comme la bataille de Siffin mais aussi pour relater les révoltes chiites et kharidjite.
La bataille de Kerbala en 680, rapportée par Abū Mikhnaf, fut le plus ancien récit historique d'al Hussein (fils de Ali et petit-fils du prophète). 

## Histoire et famille
Mikhnaf ibn Sulaym, arrière-grand-père d’Abū Mikhnaf était le chef de la tribu des Banu Azd et l'un des commandants de l'armée d'Ali lors de la bataille de Siffin ou ses grands oncles participèrent également. La tribu des Banu Azd, auxquelles ils appartenaient, fut partisane de la cause de Ali.   
Sa famille et lui-même sont alors témoins de certains épisodes historiques importants. Abū Mikhnaf est donc originaire d'un milieu très soucieux de la mémoire historique 
Abū Mikhnaf met en avant dans ses récits historiques une vision irakienne, koufienne plus que chiite. Il reste cependant, favorable aux Alides tout en restant méfiant des kharidjites et des Syriens.
Son œuvre en tant qu'« akhbari » (propagateur des traditions) est une source qui narre les premières traditions historiques irakiennes. Parmi ces sources, nous recensons une tradition orale avec une transmission plus ou moins difficile à identifier, ainsi que quelques traces écrites. 
Hichem Djaït, dans son ouvrage La Grande Discorde, tente d'expliquer le double intérêt dans la transmission du savoir. Abū Mikhnaf serait, en quelque sorte, le trait d’union entre les grands transmetteurs et les grands historiens.